# F.C. Boca Gibraltar
FC Boca Gibraltar var en fodboldklub fra Gibraltar. Klubben spiller deres hjemmekampe på Victoria Stadium hvor der er plads til 2.000 tilskuere.
FC Boca Gibraltar blev grundlagt i 2012 som Boca Juniors Gibraltar FC.

## Historiske slutplaceringer
| Sæson     | Niveau | Liga             | Placering | Kilde | Notering  |
| --------- | ------ | ---------------- | --------- | ----- | --------- |
| 2014–2015 | 2.     | Second Division  | 10.       | [ 1 ] |           |
| 2015–2016 | 2.     | Second Division  | 8.        | [ 2 ] |           |
| 2016–2017 | 2.     | Second Division  | 3.        | [ 3 ] |           |
| 2017–2018 | 2.     | Second Division  | 1.        | [ 4 ] |           |
| 2018–2019 | 1.     | Premier Division | 10.       | [ 5 ] |           |
|           |        |                  |           |       |           |
| 2019–2020 | 1.     | National League  | x.        | [ 6 ] |           |
| 2020–2021 | 1.     | National League  | x.        | [ 7 ] | Konkursin |